# Aframmi
Aframmi – rodzaj roślin z rodziny selerowatych (Apiaceae). Obejmuje 2 gatunki występujące w Angoli.

## Systematyka
Pozycja według APweb (aktualizowany system APG III z 2009)
Przedstawiciel podrodziny Apioideae w obrębie rodziny selerowatych (Apiaceae) należącej do rzędu selerowców (Apiales) reprezentującego dwuliścienne właściwe.
Wykaz gatunków
- Aframmi angolense (C.Norman) C.Norman
- Aframmi longiradiatum (H.Wolff) Cannon